# Hideo Itokawa
Hideo Itokawa (糸川 英夫 Itokawa Hideo?, 20 de julio de 1912 - 21 de febrero de 1999) fue un ingeniero aeronáutico e ingeniero médico japonés, pionero de la cohetería en su país. Conocido popularmente como "Doctor Cohete", es descrito por los medios como "El padre del programa espacial japonés".
Posee un asteroide nombrado en su honor ((25143) Itokawa), que fue visitado por la sonda Hayabusa.

## Biografía
Nacido en Tokio, Itokawa omitió ciertas partes de la escuela, y se graduó como ingeniero aeronáutico por la Universidad de Tokio en 1935 a sus 23 años. En 1941 se convirtió en profesor ayudante de dicha universidad. Durante la Segunda Guerra Mundial, trabajó para la Compañía Aeronáutica Nakajima donde fue el diseñador del caza  Hayabusa y el desarrollo de aviones a reacción basados en el intercambio con la Alemania nazi obtenidos mediante las misiones Yanagi.
Para 1948, ya se había convertido profesor emérito del Instituto de la Ciencia Industrial de la Universidad Tokio. En 1955, Itokawa trabajo en el proyecto cohete "Pencil" para el programa espacial japonés. En 1967 se retiró de su cargo en la universidad y creó un instituto. Dotado de una notable intelectualidad polifacética también se interesó en la ingeniería médica y desarrolló el primer corazón artificial en oriente.[cita requerida]
Itokawa escribió 49 libros, muchos de los cuales fueron best sellers. Entre sus hobbys se encontraban deportes como el básquet, el béisbol y la natación. Así como los arreglos orquestales y de dichos instrumentos como el violonchelo, acordeón, órgano, piano, violín y el taishōgoto (un instrumento inventado en Japón). Él también estaba interesado en Twirling, las ondas cerebrales, ensayos en inglés, Mah Jong, la filosofía, la cohetería y novelas.